# Морська сіль

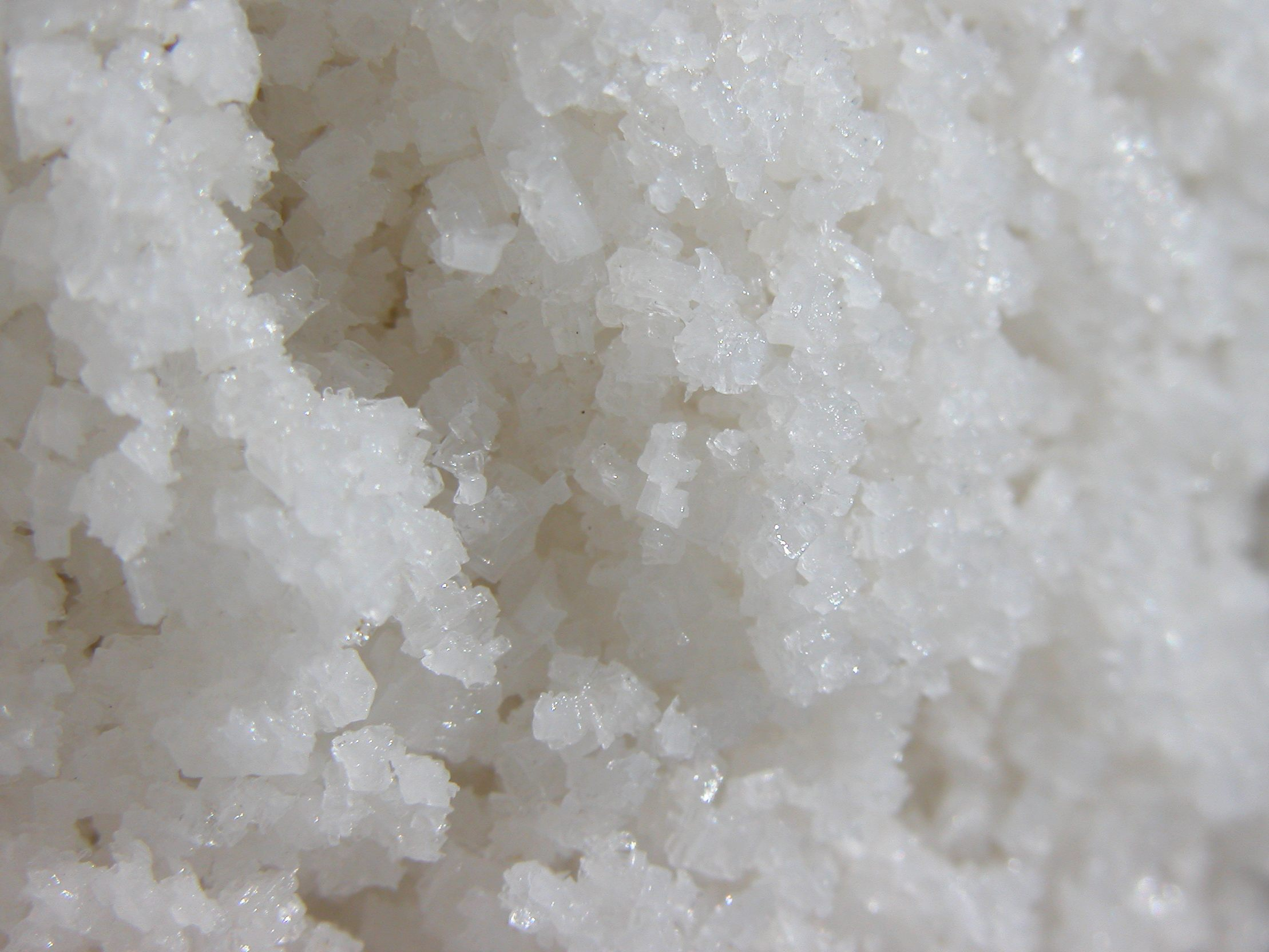
Кристали очищеної морської солі

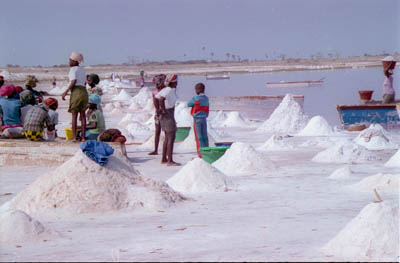
Плантація морської солі в Дакарі

Морська сіль — натуральна сіль з морської води, що здобувається як правило методом звичайного випарювання.
За походженням вона є різновидом кам'яної, котра також утворилася як морська та відклалася у геологічних породах на багато мільйонів років раніше.
За хімічним складом морська сіль — це той же хлорид натрію (NaCl), що і звичайна кухонна або харчова сіль. Відрізняється від звичайної столової солі значно більшим вмістом інших хімічних солей, мінералів та різних мікроелементів, в першу чергу калію, магнію та мангану. Всупереч поширеній думці, в морській солі значно менше йоду ніж у йодованій кухонній солі. Відповідно вона також і на смак відрізняється від звичайної кухонної або харчової.
Вона використовується в медицині: при лікуванні шкірних захворювань, таких, наприклад, як псоріаз. Як лікувальна речовина, в аптечній та звичайній торговельній мережі, поширеним продуктом є сіль з Мертвого моря.
В більш очищеному вигляді цей вид солі також пропонується у продуктовій торговельній мережі — як натуральна та багата на йод харчова.

## Склад
Іонний склад морської солі：
| Хлориди (Cl-)     | 55,03 % |
| Натрій (Na+)      | 30,59 % |
| Сульфати (SO42-)  | 7,68 %  |
| Магній (Mg2+)     | 3,68 %  |
| Кальцій (Ca2+)    | 1,18 %  |
| Калій (K+)        | 1,11 %  |
| Карбонати (HCO3-) | 0,41 %  |
| Бром (Br-)        | 0,19 %  |
| Борати (BO33-)    | 0,08 %  |
| Стронцій (Sr2+)   | 0,04 %  |
| Інші              | 0,01 %  |